# 児童養護施設支援の会
特定非営利活動法人児童養護施設支援の会（じどうようごしせつしえんのかい）は、主に児童養護施設などの「親と離れて暮らす子供」を支援する目的の団体。代表者は神吉　雄吾。主たる事務所の所在地	埼玉県春日部市一ノ割一丁目２４番３８号１Ｆ。

## 活動
日本全国の児童養護施設で生活する児童を支援する事を目的として、児童養護施設出身者である高橋雄吾によって設立。
児童養護施設への寄付やボランティア希望者の仲介や学習ボランティア、イベント等の開催補助や児童の外出プログラム等を行っている。

## 被災地支援活動
2011年3月11日発生した東日本大震災後は、4日後の3月15日より宮城県に入り災害救援活動を行っており、被災地における児童施設、幼稚園、保育所、小学校、中学校等の支援の他、宮城県東松島市内に於いて震災遺児のケアなどにも取り組んでいる。

## 沿革
- 2008年に民間支援団体として設立。のち、2012年に内閣府によってNPO法人認証を受け、現在に至る。

## 組織
- 2012年12月現在、全国に41名。

### 本部・支部
- 本部事務所 - 埼玉県春日部市
- 東松島支部 - 宮城県東松島市[2]
- 横浜支部 - 神奈川県横浜市